# Akkats kraftstation
Akkats kraftstation är ett vattenkraftverk i Lilla Luleälven strax norr om Jokkmokk längs väg E45 mot Porjus. Kraftverket stod färdigt 1973 och ägs av Vattenfall AB. På de två utskovsluckornas nedströmssida har Bengt Lindström målat samiska motiv och Lars Pirak har målat Radio mammá álas, Rajden västerut, på intagshuset bredvid dammen. Akkats har en effekt på 150 megawatt och en årlig produktion på omkring 590 gigawattimmar.
Kraftstationen försörjs med vatten från ett dämningsområde som omfattar sjöarna Vajkijaure, Saskam och Tjeknalis. 
År 2002 skedde ett stort haveri som stängde kraftverket i ett år. Efter underhållsarbeten skulle verket tas i drift igen, men en kraftig tryckvåg uppstod i vattenvägen, vilket ledde till att vatten trängde in i stationen. Akkats togs åter i drift sommaren 2003, men producerade därefter bara 80 % av sin kapacitet. Hösten 2010 satte Vattenfall första spadtaget i en omfattande ombyggnad, vid vilken dåvarande turbin på 150 megawatt byttes ut mot två nya aggregat på 75 megawatt vardera. Ombyggnaden har ökat produktionskapaciteten från 565 till 590 gigawattimmar per år.

## Externa länkar

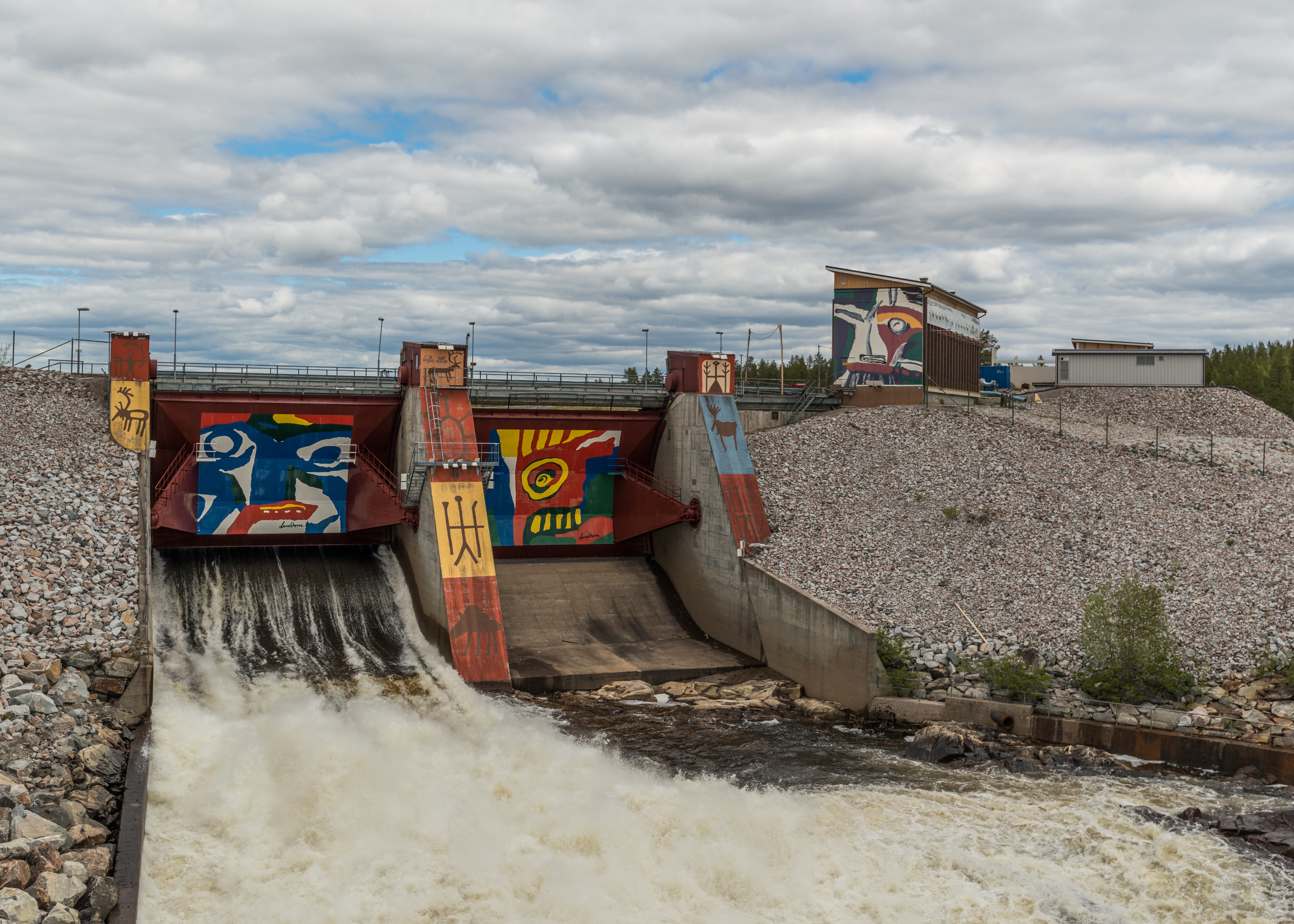
Akkats vattenkraftverk